# Achmed Ahahaoui
Achmed Ahahaoui est un footballeur néerlando-marocain, né le 6 décembre 1983 à Amsterdam aux Pays-Bas. Il évolue comme attaquant.

## Palmarès
Néant